# Order Nigru
Order Nigru (ang. Order of the Niger) – odznaczenie państwowe Republiki Federalnej Nigerii ustanowione w 1964, nadawane za wybitne zasługi cywilne lub wojskowe.

## Historia i zasady nadawania
Order Nigru wraz z Orderem Republiki Federalnej został utworzony w 1964 – podczas istnienia Pierwszej Republiki – na mocy Aktu nr 5 o ustanowieniu odznaczeń państwowych (ang. The National Honors Act No. 5). Odznaczenie jest nadawane w dwóch klasach – cywilnej i wojskowej – za „wybitne zasługi dla narodu” zarówno obywatelom Nigerii, jak i cudzoziemcom, w wypadku których ma ono charakter honorowy. Order przyznaje urzędujący prezydent kraju wskutek własnego postanowienia lub na wniosek Komitetu Narodowego ds. Odznaczeń i Nagród Państwowych (ang. The National Committee for National Honours and Awards).
Od połowy lat 80. do końca lat 90. nadawanie Nigeryjczykom Orderu Nigru i Orderu Republiki Federalnej zostało wstrzymane. Toczyły się także dyskusje kwestionujące szereg przeszłych decyzji o ich przyznaniu. Jednakże w 1998 przewodniczący Tymczasowej Rady Rządzącej, gen. Abdulsalami Abubakar wznowił ich nadawanie, a w styczniu 1999 ogłoszono listę 755 obywateli Nigerii przedstawionych do odznaczenia obu orderami.

## Stopnie orderu
Order Nigru zajmuje drugie miejsce w precedencji odznaczeń państwowych Nigerii i dzieli się na cztery klasy:
- Wielki Komandor (Grand Commander) – do 4. nadań rocznie
- Komandor (Commander) – do 20. nadań rocznie
- Oficer (Officer) – do 100. nadań rocznie
- Członek (Member) – do 100. nadań rocznie

Odznaczonym przysługuje prawo do umieszczania po nazwisku odpowiednich do klasy inicjałów orderu: „GCON”, „CON”, „OON” i „MON”.

### Medal Orderu Nigru
Najniższym stopniem odznaczenia jest dwuklasowy (srebrny i brązowy) Medal Orderu Nigru. Odznaczani nim są niskiej rangi funkcjonariusze państwowi oraz inni obywatele Nigerii, których dokonania nie spełniają wymogów do nadania orderu wyższego stopnia.

## Insygnia
Odznakę orderu stanowi okrągła tarcza z dwudziestoma pięcioma wiązkami promieni, na której znajduje się nałożona gwiazda o pięciu ramionach emaliowanych na czerwono. Na środku awersu gwiazdy umieszczony jest okrągły, zielono emaliowany medalion z mapą Nigerii i uwidocznionymi na niej rzekami: Niger i Benue. Medalion otacza pierścień z napisem: „Order of the Niger”, uzupełnionym o stopień odznaczenia i jego skrót (w wypadku komandorii: „Commander Order of the Niger • CON”).
Odznaka medalu jest okrągła i stosownie do stopnia – wykonana ze srebra lub brązu. Na awersie znajduje się grawerunek gwiazdy o pięciu ramionach połączonych promieniami. Na środku gwiazdy zaś widnieje grawerowany medalion z mapą Nigerii, który jest otoczony pierścieniem z inskrypcją: „Order of the Niger”. Rewers odznaki jest pozbawiony wszelkich sygnatur.
Wstążki orderu są koloru czerwonego z umieszczonymi centralnie, równej szerokości pasami: białym, zielonym i białym. Wstążki klasy wojskowej orderu wyróżnia wąski, czerwony pasek znajdujący się na środku paska zielonego. Wstążki medalu mają ponadto na krawędziach białe, wąskie bodiury.
Odznaczenia wszystkich klas są wytwarzane przez firmę Spink & Son Ltd z Londynu.
| medal cywilny | medal wojskowy |

## Niektórzy odznaczeni
- Chioma Ajunwa
- T.M. Aluko
- Emeka Anyaoku
- Elżbieta II
- Goodluck Jonathan
- Joseph Yobo
- Zofia Grecka